# انتخابات الرئاسة الكوستاريكية 2014
انتخابات الرئاسة الكوستاريكية 2014 هي الانتخابات الرئاسية التي جرت في 2 فبراير 2014، في كوستاريكا، لانتخاب رئيس كوستاريكا، فاز بالانتخابات لويس غييرمو سوليس.

## المرشحين
| المرشح            | الحزب | عدد الأصوات |
| ----------------- | ----- | ----------- |
| لويس غييرمو سوليس |       |             |